# シンデレラ・ハネムーン
「シンデレラ・ハネムーン」は、1978年7月25日にビクター音楽産業（現：JVCケンウッド・ビクターエンタテインメント）からリリースされた岩崎宏美の14枚目のシングル。

## 背景
作詞・阿久悠、作編曲・筒美京平コンビでの制作は、1977年「想い出の樹の下で」以来6作品ぶり。第20回日本レコード大賞・金賞受賞。
1978年の第29回NHK紅白歌合戦で同曲を歌唱したが、相当に早いテンポで演奏されていた。
発売から20年以上もの間、歌詞の一節「シャンプーした髪を〜」の部分において音の歪みが生じたままの音源がレコード、CDに収録されていたが、紙ジャケット復刻アルバムの発売を機に大掛かりなリマスタリングが施され、以降のものについては歪みのないバージョンが収録されている（着うたフル版配信版を除く）。これは過去に発売したベスト・アルバム『DS（ダルセーニョ）』に収録されたリミックス・バージョンだけ歪みが無かったということで、該当の部分をその音源から持ってくることにより歪みを解消したものである。
ものまねタレント・コロッケの影響で、岩崎のコンサートで当曲のイントロが流れると客席から笑い声が聞こえてくるため「この曲はコロッケにあげました」として、歌唱を封印した時期があった。2023年、振付師のakaneが率いるダンスチーム “アバンギャルディ”が、コロッケからも表情の指導を受け、『アメリカズ・ゴット・タレント』（シーズン18）に出場。シンデレラ・ハネムーンの曲に乗せたダンスを披露し、反響を呼んだ。曲を利用した番組のミュージック・ビデオも制作された。

## 収録曲
- 両楽曲共に、作詞：阿久悠／作曲・編曲: 筒美京平

1. シンデレラ・ハネムーン（3分57秒）
2. 南南西の風の中で（3分45秒）

## カバー
- 1997年、D&D（阿久悠トリビュート・アルバム『VELFARRE J-POP NIGHT presents DANCE with YOU』収録）
- 2011年、日出郎（シングル『ShutUppp!』のカップリング曲として収録）
- 2021年、一青窈（アルバム『筒美京平SONG BOOK』収録）
- 2021年、松本伊代（アルバム『トレジャー・ヴォイス』収録）